# Illeismus
Illeismus (englisch illeism) ist eine latinisierende Wortbildung des Englischen ohne direktes Vorbild im Lateinischen, gebildet aus dem lateinischen Pronomen ille („jener“, vulgärlat. auch „er“) und dem Nominalsuffix -ism (lat. -ismus), und bezeichnet heute gewöhnlich das Sprechen von sich selbst in der dritten Person, indem das Personalpronomen der 1. Person Singular durch ein Personalpronomen der 3. Person Singular oder durch ein Nomen ausgetauscht wird. Kinder vor dem zweiten Geburtstag können sich noch nicht als eigenständige Person wahrnehmen, daher reden Eltern oft in der dritten Person mit ihnen und sagen z. B. „Komm mal zu Papa“ anstelle von „Komm mal zu mir“.
Der Begriff wird sowohl für die gelegentliche, als auch für die habituelle oder (wie in Caesars De bello Gallico) gattungsbedingt systematische Verwendung dieser Redeweise verwendet. Zuweilen wird er auch in einer weiteren, unbestimmt quantifizierenden Bedeutung als „exzessiver“ Gebrauch des Personalpronomens der 3. Person Singular definiert, wobei dann auch der referentielle Bezug auf den Sprecher selbst nicht immer als notwendiges definitorisches Merkmal angesehen wird.

## Beispiele
- Mutter: „Wer will Schokolade?“ – Miriam: „Mimi Kokolade!“
- „Der Verfasser dieser Zeilen ist sich bewusst …“
- „Als sie aber beieinander waren in Galiläa, sprach Jesus zu ihnen: Der Menschensohn wird überantwortet werden in die Hände der Menschen“ (Mt 17,22)
- „Cäsar führte seine Truppen auf den nächsten Hügel und stellte sie in Schlachtordnung auf“ (Caesar, De bello Gallico, I, xxii, 3)

## Wortgeschichte
Das Wort illeism ist zuerst Anfang des 19. Jahrhunderts belegt bei Samuel Taylor Coleridge, und zwar als eine Kontrastbildung zu egotism (von lat. ego ‚ich‘) und Analogiebildung zu tuism (von lat. tu ‚du‘). Es steht im Zusammenhang mit seiner Befürwortung eines nicht prahlerischen, sondern ehrlichen egotism, der sich ohne Umschweife zu seiner Meinung bekennt. Dem gegenübergestellt werden illeism und tuism als zwei Varianten einer „exzessiven“, nur vorgeblich bescheidenen, in Wahrheit von Eigensucht getriebenen Vermeidung des Pronomens „ich“, bei der die eigene Meinung nicht als eigene vertreten, sondern eine andere Person (im illeism als „er“-Aussage, im tuism als „du“-Aussage) als deren Vertreter mit lobender Zustimmung angeführt wird, um indirekt die eigene Vorzüglichkeit zu inszenieren. In einer etwas anderen Bedeutung erscheint illeism bei Coleridge in Zusammenhang mit einer von ihm abgelehnten Art der Kritik, bei der für eine allgemein akzeptierte Meinung nicht die Allgemeinheit selbst, sondern ein einzelner, in seinem Denken sonst gewöhnlich herausragender Vertreter dieser Meinung kritisiert wird: in diesem Fall tritt das Pronomen „er“ nicht an die Stelle von „ich“ für das Subjekt der Aussage, sondern an die Stelle von „man“ für deren Objekt. Im einen wie im anderen Fall ist illeism im Verständnis von Coleridge nicht das Sprechen über sich selbst als wäre man ein anderer, sondern das Sprechen über eine tatsächlich andere Person als Strategie indirekten Eigenlobs oder indirekter Kritik. Letzteres bildet dann auch den nicht immer transparenten Verständnishintergrund für jüngere Worterklärungen, die illeism als exzessiven Gebrauch des Pronomens der 3. Person Singular, aber nicht notwendig mit referentiellem Bezug auf den Sprecher selbst definieren.
Illeism blieb im weiteren 19. Jahrhundert ein nur sporadisch gebrauchter Ausdruck ohne festgelegte Bedeutung, und so auch in den ersten drei Vierteln des 20. Jahrhunderts, in denen er teils bereits in der heute üblichen engeren oder weiteren Bedeutung, teils auch in einer ganz anderen Bedeutung definiert wurde, die nur noch mit dem ‚exzessiven‘ Gebrauch des Pronomens he eine gemeinsame Schnittmenge bildet, nämlich für die redundante Verdoppelung eines nominalen Subjekts durch Hinzufügung eines Personalpronomens (Tom he went to the bank).
Größere Verbreitung fand er erst im Gefolge eines Aufsatzes zu William Shakespeare von S. Viswanathan (1967), der dort illeism auch noch weiter differenzierte, indem er pronominalen illeism als „illeism proper“ und nominalen illeism als „illeism with a difference“ unterschied. Während diese terminologische Binnendifferenzierung sich als sprachliche Prägung nicht durchgesetzt hat, konnte sich illeism seither in der englischsprachigen Shakespeareforschung als fachsprachlicher Terminus etablieren, und von hier aus hat er auch in anderen Bereichen der englischsprachigen Geisteswissenschaften eine gewisse Verbreitung erlangt.
In anderssprachigen Fachliteraturen wurde er bisher nicht adaptiert, durch die Popularisierung im Internet und in der englischsprachigen Wikipedia wurde er jedoch auch im deutschsprachigen Internet in der Form ‚Illeismus‘ bekannt.

## In der Literatur
Klassische Literatur, wie zum Beispiel die Commentarii de Bello Gallico von Julius Caesar oder Anabasis von Xenophon berichten von Kriegen, die der Autor führte. Sie benutzen Illeismen, um einen Anschein der Sachlichkeit und Unparteiischkeit vorzutäuschen, was Rechtfertigungen auch für fragwürdige Handlungen der Kriegsherren einschließt. Auf diese Weise werden persönliche Sichtweisen als scheinbar objektive Fakten dargestellt.
Der Illeismus kann auch eingesetzt werden, um zumindest für eine Weile zu verbergen, dass der Erzähler einer Handlung und eine der Hauptfiguren die gleiche Person sind. Zum Beispiel in einer seiner Geschichten ist Arsène Lupin der Erzähler, aber er verheimlicht seine Identität. Das Erzählen in der dritten Person suggeriert einen außenstehenden Beobachter. Ähnlich ist es, wenn ein Autor sich selbst als Figur in eine Erzählung einbringt, die in der dritten Person geschrieben ist, wie Charlie Kaufman im Film Adaptation oder Douglas Coupland in JPod. Clive Cussler hat in seinen Romanen beginnend mit Dragon praktisch eine Regel daraus gemacht. Es gibt auch Romane, in denen Illeismen verwendet worden sein könnten, auch wenn das nicht ausdrücklich so sein mag, so wie bei dem Reisenden in Die Zeitmaschine (The Time Machine) von H. G. Wells, von dem oft angenommen wird, er sei Wells selber, so wie in dem Film Flucht in die Zukunft (Time After Time von 1979) dargestellt.
Illeismus kann auch als künstlerisches Mittel eingesetzt werden, um das Gefühl einer außerkörperlichen Erfahrung zu vermitteln. Außerhalb des eigenen Körpers sein und die Dinge passieren sehen, stellt sich hier als psychologisches Abgeschnittensein dar, ein Ergebnis eines Traumas, wie körperlicher oder sexueller Missbrauch in der Kindheit, von psychotischen Episoden oder von Erlebnissen oder Taten, die sich nicht mit dem inneren, seelischen Selbstbild des Betroffenen in Einklang bringen lassen.
Häufig sprechen in der Science-Fiction auch Roboter, Computer und künstliche Lebensformen über sich selbst in der dritten Person. Sie sagen zum Beispiel: „Diese Einheit ist defekt“ oder „Nummer Fünf lebt“ (im Film Nummer 5 lebt!), um anzudeuten, dass diese Geschöpfe nicht wirklich ihrer selbst bewusst sind oder auch, dass sie ihr Bewusstsein von ihrer physischen Erscheinung getrennt sehen.
Illeismus ist auch ein Mittel, um Idiotie darzustellen, so wie bei der Figur Mongo in Blazing Saddles mit Aussagen wie „Mongo mag Süßigkeiten“ und „Mongo nur Bauer im Schachspiel des Lebens.“

## Amtssprache

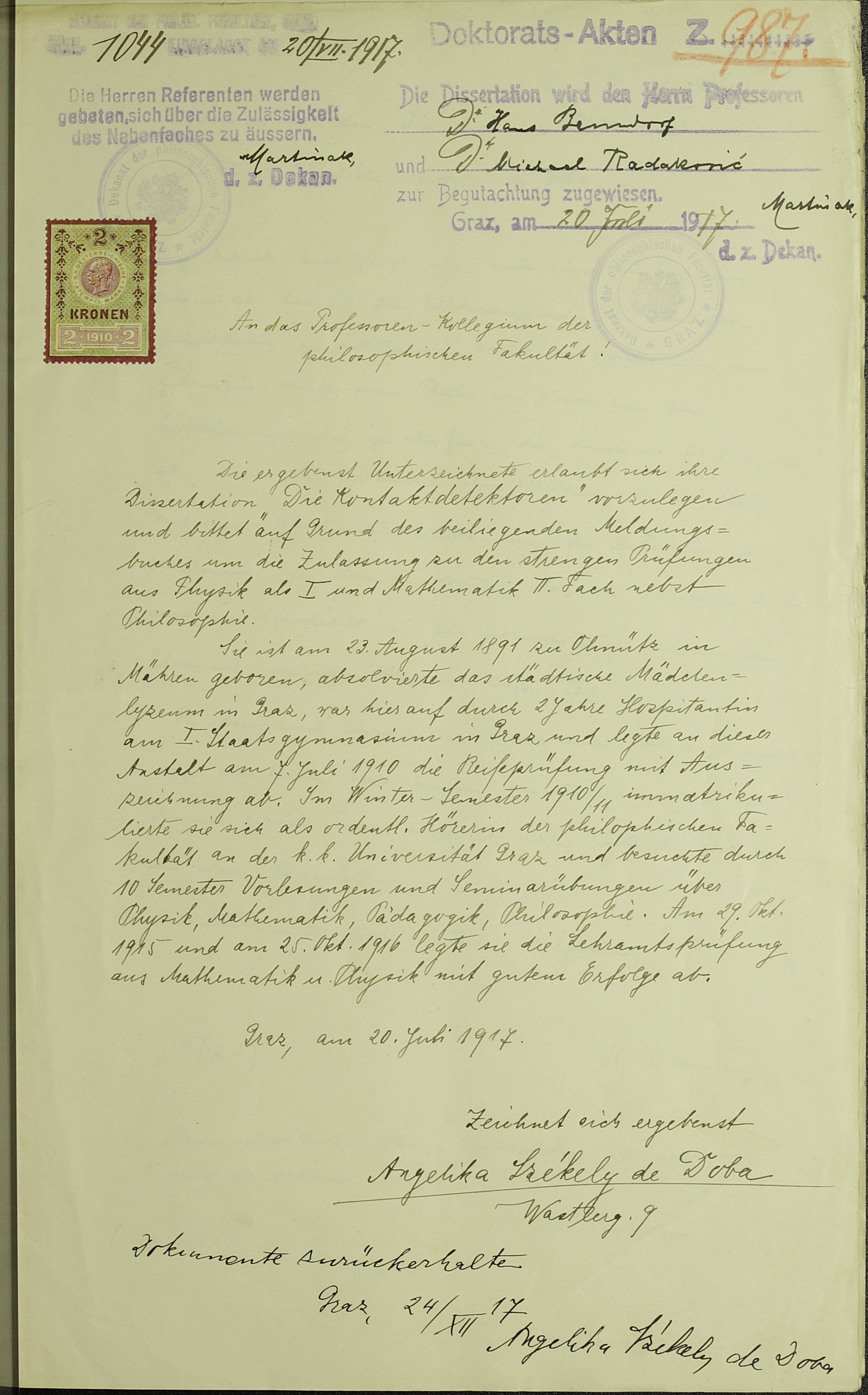
Antrag zur Promotion 1917

Angelika Szekely stellte 1917 einen formalen Antrag zur Eröffnung eines Promotionsverfahrens an der Universität Graz. In einem solchen Antrag entsprach es der Form, von sich in der Dritten Person zu sprechen. Dementsprechend formulierte sie Die Unterzeichnete bittet um die Zulassung zu den strengen Prüfungen. Sie ist geboren, sie immatrikulierte sich, sie legte die Prüfungen ab. Als Unterschrift ergab sich daraus die Formulierung Zeichnet sich ergebenst.

## In der Politik
Der ehemalige österreichische Politiker Stefan Petzner ist bekannt dafür, häufig Illeismen zu verwenden.